# Liste des plus hauts gratte-ciel du monde en 1910
 (novembre 2023).
Si vous disposez d'ouvrages ou d'articles de référence ou si vous connaissez des sites web de qualité traitant du thème abordé ici, merci de compléter l'article en donnant les références utiles à sa vérifiabilité et en les liant à la section « Notes et références ».

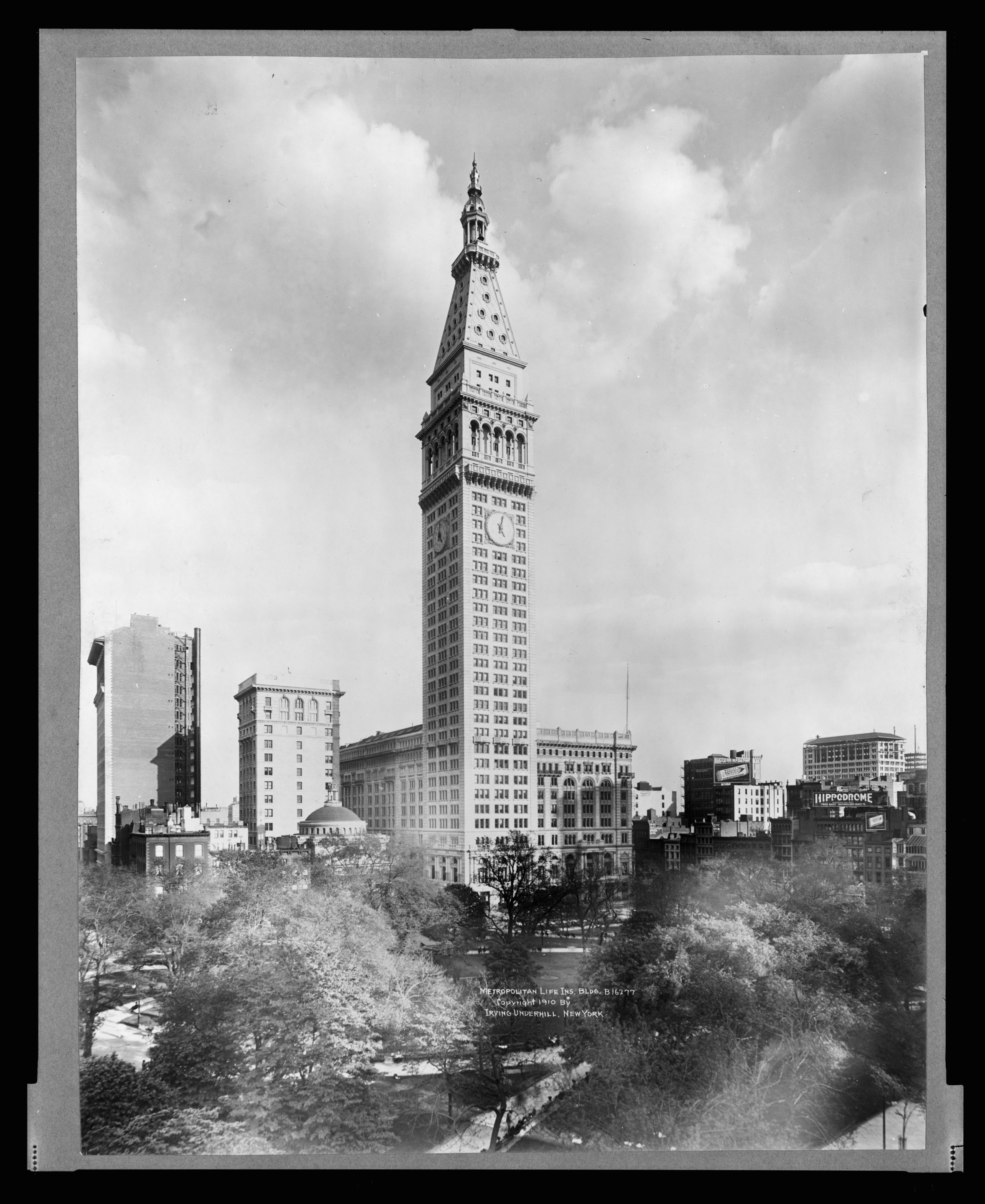
Photo de 1910 de la Metropolitan Life Tower, le plus haut bâtiment de New York et du monde à l'époque.

Cette page dresse la liste des plus hauts gratte-ciel du monde en 1910. Ils se trouvent tous à New York, aux États-Unis.

## Liste
Le classement suivant considère la hauteur structurelle des bâtiments, c'est-à-dire les flèches mais pas les antennes (il inclut tous les éléments pouvant être considérés comme inhérents à l'architecture de l'édifice).
- Les bâtiments dont le nom apparaît en gras ont été les plus hauts gratte-ciel du monde.
- Les bâtiments dont le nom apparaît en italique n'existent plus aujourd'hui.

| Rang | Nom                               | Hauteur | Étages | Construction | Démolition |
| ---- | --------------------------------- | ------- | ------ | ------------ | ---------- |
| 1    | Metropolitan Life Tower           | 231,4 m | 50     | 1909         | -          |
| 2    | Singer Building                   | 186,6 m | 47     | 1906         | 1968       |
| 3    | City Investing Building           | 148,3 m | 33     | 1908         | 1968       |
| 4    | Park Row Building                 | 119,2 m | 30     | 1899         | -          |
| 5    | Liberty Tower                     | 117,4 m | 33     | 1910         | -          |
| 6    | Hanover Bank Building (en)        | 117,4 m | 22     | 1903         | 1931       |
| 7    | Knickerbocker Trust Building      | 116 m   | 27     | 1910         | 1964       |
| 8    | One Times Square                  | 110,6 m | 25     | 1904         | -          |
| 9    | 60 Wall Street                    | 107,3 m | 26     | 1905         | 1977       |
| 10   | Trinity Building                  | 106,7 m | 22     | 1905         | -          |
| 11   | Manhattan Life Insurance Building | 106,1 m | 18     | 1894         | 1963       |
| 12   | Land Title Building Annex         | 104,9 m | 22     | 1902         | -          |
| 13   | Two Rector Street                 | 103,6 m | 26     | 1907         | -          |
| 14   | Bank of Tokyo building            | 103 m   | 26     | 1896         | -          |